# Parafia św. Wojciecha w Chicago
Parafia św. Wojciecha w Chicago (ang. St. Adalbert's Parish) – parafia rzymskokatolicka położona w Chicago w stanie Illinois w Stanach Zjednoczonych.
Jest ona wieloetniczną parafią w zachodniej dzielnicy Chicago, zwanej Pilsen, z mszą św. w j. polskim dla polskich imigrantów.
Parafia została poświęcona św. Wojciechowi.